# Leese, England
Leese var en civil parish från 1866 till 1936 då den blev en del av Cranage, Lach Dennis och Byley, i grevskapet Cheshire, i England. Civil parish var belägen 14 km från Crewe och hade 119 invånare år 1931.